# Władimir Borsojew
Władimir Buzinajewicz Borsojew (ros. Влади́мир Бузина́евич Борсо́ев, ur. 31 marca?/13 kwietnia 1906 we wsi Chołbot w Buriackim Okręgu Autonomicznym, zm. 8 marca 1945 w Polsce) – radziecki wojskowy, pułkownik, Bohater Związku Radzieckiego (1965).

## Życiorys
Był narodowości buriackiej. Po ukończeniu szkoły został przewodniczącym komuny rolniczej we wsi Tuchum, od 1930 należał do WKP(b), ukończył szkołę budownictwa radzieckiego i partyjnego i pracował jako instruktor rejonowego komitetu partyjnego. W 1932 z rekomendacji partii został skierowany do leningradzkiej szkoły artylerii, w 1941 ukończył Akademię Wojskową im. Frunzego, od czerwca 1941 uczestniczył w wojnie z Niemcami, walczył na 1 Froncie Ukraińskim. Dowodził 7 Gwardyjską Niszczycielsko-Przeciwpancerną Brygadą Artylerii w składzie 60 Armii 1 Frontu Ukraińskiego, brał udział w wyzwalaniu ziem polskich, m.in. w walkach na przyczółku sandomierskim, wyzwalaniu Krakowa i wielu innych polskich miast, forsowaniu Odry i szturmie Raciborza. Był trzykrotnie ranny. Zginął w walce na przyczółku odrzańskim. Został pochowany na Wzgórzu Sławy we Lwowie. Jego imieniem nazwano ulice w Ułan Ude i Lwowie oraz szkołę.

## Odznaczenia
- Złota Gwiazda Bohatera Związku Radzieckiego (pośmiertnie, 6 maja 1965)
- Order Lenina (dwukrotnie)
- Order Czerwonego Sztandaru
- Order Wojny Ojczyźnianej I klasy
- Order Czerwonej Gwiazdy
- Legia Zasługi (USA)

I medale.